# Џексонвил (Вермонт)
Џексонвил (енгл. Jacksonville) град је у америчкој савезној држави Вермонт.

## Демографија
По попису из 2010. године број становника је 223, што је 14 (-5,9%) становника мање него 2000. године.
| Група             | 2000.       | 2010.       |
| Белци             | 231 (97,5%) | 214 (96,0%) |
| Афроамериканци    | 0 (0,0%)    | 0 (0,0%)    |
| Азијати           | 0 (0,0%)    | 0 (0,0%)    |
| Хиспаноамериканци | 3 (1,3%)    | 2 (0,9%)    |
| Укупно            | 237         | 223         |